# ケカビペプシン
ケカビペプシン(Mucorpepsin, EC 3.4.23.23)は、以下の化学反応を触媒する酵素である。
P1位及びP1'位に疎水性残基を持つタンパク質を好んで加水分解する。P1位にリシンを持つものは分解できず、そのためトリプシノーゲンを活性化しない。
この酵素は、接合菌門ケカビ属のMucor pusillusとMucor miheiから単離された。